# Eidgenössische Volksinitiative «Für eine soziale Klimapolitik – steuerlich gerecht finanziert (Initiative für eine Zukunft)»
Die eidgenössische Volksinitiative «Für eine soziale Klimapolitik – steuerlich gerecht finanziert (Initiative für eine Zukunft)» ist eine Volksinitiative der Juso Schweiz zur Änderung der Bundesverfassung. Das am 8. Februar 2024 eingereichte Volksbegehren fordert eine Besteuerung von 50 % auf dem Nachlass und den Schenkungen von natürlichen Personen über einem Freibetrag von 50 Millionen Franken. Die Einnahmen sollen zur Bewältigung der Klimakrise verwendet werden. Die Volksabstimmung über die Initiative wird am 30. November 2025 stattfinden. In den Medien wird sie teilweise auch Zukunftsinitiative genannt.

## Initiativtext
Art. 129a Zukunftssteuer

1 Der Bund erhebt zum Aufbau und Erhalt einer lebenswerten Zukunft eine Steuer auf dem Nachlass und den Schenkungen von natürlichen Personen.

2 Der Bund und die Kantone verwenden den Rohertrag der Steuer zur sozial gerechten Bekämpfung der Klimakrise sowie für den dafür notwendigen Umbau der Gesamtwirtschaft.

3 Die Steuer wird von den Kantonen veranlagt und eingezogen. Der Rohertrag der Steuer fliesst zu zwei Dritteln dem Bund und zu einem Drittel den Kantonen zu. Die Kompetenz der Kantone, eine Erbschafts- und Schenkungssteuer zu erheben, bleibt unberührt.

4 Der Steuersatz beträgt 50 Prozent. Nicht besteuert wird ein einmaliger Freibetrag von 50 Millionen Franken auf der Summe des Nachlasses und aller Schenkungen. Die Besteuerung erfolgt, sobald der Freibetrag überschritten ist..

5 Der Bundesrat passt den Freibetrag periodisch der Teuerung an.

Art. 197 Ziff. 15

15. Übergangsbestimmungen zu Art. 129a (Zukunftssteuer)

1 Der Bund und die Kantone erlassen Ausführungsbestimmungen über:
a. die Verhinderung von Steuervermeidung, insbesondere in Bezug auf den Wegzug aus der Schweiz, die Pflicht zur Aufzeichnung von Schenkungen und die lückenlose Besteuerung;
b. die Verwendung des Rohertrags zur Unterstützung des sozial gerechten, ökologischen Umbaus der Gesamtwirtschaft, insbesondere in den Bereichen der Arbeit, des Wohnens und der öffentlichen Dienstleistungen.

## Initiativkomitee
Das Initiativkomitee besteht aus 24 Mitgliedern. Neben Mitgliedern der JUSO gehören ihm Mitglieder der SP-Fraktion (Samuel Bendahan, Samira Marti, Mattea Meyer, Cédric Wermuth) und der Grünen-Fraktion (Léonore Porchet, Katharina Prelicz-Huber) der Bundesversammlung an.

## Argumente des Initiativkomitees
Für das Initiativkomitee ist die Klimakrise ist die dringendste globale Herausforderung unserer Zeit. Mit der Initiative sollen einerseits die Vermögensungleichheit bekämpft und andererseits finanzielle Mittel beschafft werden, die in die Bewältigung der Klimakrise investiert werden müssten. Diejenigen, die seit Jahrzehnten die natürlichen Lebensgrundlagen für ihre Profite aufs Spiel setzen würden, sollten dafür geradestehen. Die Initiative stelle sicher, dass die Klimakrise von denen bezahlt wird, die davon profitierten. Das Initiativkomitee begründet dieses unter anderem damit, dass das Angehörige des reichsten 1 % der Schweizer Bevölkerung pro Jahr durchschnittlich 195 t CO2 ausstossen, während Personen mit tiefen Einkommen durchschnittlich nur 9 t pro Jahr ausstossen.
Da die Initiative keine Auswirkungen auf Erbschaften und Schenkungen von unter 50 Millionen hat, wären gemäss Angaben des Initiativkomitees nur knapp 2500 Personen von der Annahme der Initiative betroffen. Es würden bei Annahme aber jährlich rund sechs Milliarden Franken für den Klimaschutz bereitstehen. Dieses Geld solle in sozial gerechte Klimaschutzmassnahmen, wie Arbeitsplatzsicherungs- und Weiterbildungsprogramme, den Ausbau nachhaltiger Mobilität oder Programme zur Gebäudesanierung investiert werden. Über den genauen Einsatz der Gelder würde das Parlament entscheiden.

## Behandlung der Initiative

### Einreichung der Volksinitiative
Mit der Publikation des Initiativtexts im Bundesblatt am 26. Juli 2022 begann der Fristenlauf von 18 Monaten für die Sammlung von mindestens 100'000 Unterschriften (Art. 139 Abs. 1 BV). Die gesammelten Unterschriften wurden am 8. Februar 2024 eingereicht. Mit Verfügung vom 4. März 2024 stellte die Bundeskanzlei fest, dass die Initiative mit 109'988 gültigen Unterschriften zustande gekommen ist.

### Stellungnahme des Bundesrates
Mit seiner Botschaft vom 13. Dezember 2024 beantragte der Bundesrat der Bundesversammlung, Volk und Ständen die Ablehnung der von der Volksinitiative verlangten Änderung der Bundesverfassung zu empfehlen.
Der Bundesrat befürchtet, dass die Volksinitiative negative Folgen für die Attraktivität der Schweiz als Wohnsitz für vermögende Personen hätte. Diese Personen würden heute über die progressiven Einkommens- und Vermögenssteuern einen bedeutenden Beitrag an die Einnahmen der öffentlichen Hand und damit auch an die Finanzierung der Klimapolitik leisten. Indem solche Personen aus der Schweiz abwandern, könnte die Initiative entgegen ihrer Zielsetzung zu signifikanten Mindereinnahmen für Bund und Kantone führen.
Bund und Kantone würden bereits eine aktive Klimapolitik betreiben; dieses Anliegen der Initiative sei also erfüllt.
Entgegen der in der öffentlichen Diskussion teilweise gestellten Forderung nach einer Ungültigerklärung der von der Initiative vorgesehenen Rückwirkung im Falle einer Annahme der Initiative beantragt der Bundesrat, die Initiative für gültig zu erklären. Keiner der in Art. 139 Abs. 3 BV abschliessend aufgezählten Ungültigkeitsgründe liege hier vor. Der Bundesrat hält allerdings diese Rückwirkung für staatspolitisch bedenklich. Potenziell betroffene Personen sähen sich mit einer erheblichen Rechtsunsicherheit konfrontiert. Allerdings könnten die in der Übergangsbestimmung vorgesehenen Ausführungsbestimmungen zur Bekämpfung der Steuervermeidung erst ab deren Erlass (einige Zeit nach Annahme der Verfassungsänderung) und damit nicht rückwirkend angewendet werden.

### Beratungen des Parlaments
Die Volksinitiative wurde zuerst vom Nationalrat behandelt. Er stimmte am 18. März 2025 nach einer sechsstündigen Debatte mit 132 zu 49 Stimmen bei 8 Enthaltungen für eine ablehnende Abstimmungsempfehlung. Die Gültigkeit der Initiative wurde nicht bestritten. Die bürgerliche Mehrheit befürchtete, die Initiative erschwere oder verunmögliche Nachfolgeregelungen in Unternehmen, insbesondere in Familienbetrieben. Die Initiative würde zu Abwanderungen von Firmen und reichen Steuerzahlern sowie Übernahmen durch ausländische Investoren führen. Entsprechend weniger Geld flösse aus Steuern.
Von linker Seite wurden diese Argumente als «apokalyptische Behauptungen» zurückgewiesen. Die Reichsten würden das Klima unverhältnismässig stark belasten und sollten ihren Beitrag zum Schutz vor dem Klimawandel leisten. Anträge von linker Seite, mit einem direkten Gegenentwurf eine mildere Form einer Erbschaftsteuer einzuführen, wurden mit 128 zu 61 Stimmen abgelehnt mit dem Hinweis, damit würde in die Zuständigkeit der Kantone eingegriffen.
Am 17. Juni 2025 sprach sich auch der Ständerat mit 36 zu 7 Stimmen bei einer Enthaltung für die Ablehnung der Volksinitiative aus und beschloss mit 34 zu 10 Stimmen, auf den direkten Gegenentwurf nicht einzutreten.

## Volksabstimmung
Der Bundesrat beschloss am 1. Juli 2025, die Volksinitiative am 30. November 2025 der Volksabstimmung zu unterbreiten.